# Zhongxiang
Zhongxiang (chiń. upr. 钟祥市; chiń. trad. 鍾祥市; pinyin Zhōngxiáng Shì) – miasto na prawach powiatu w północnej części prefektury miejskiej Jingmen w prowincji Hubei w Chińskiej Republice Ludowej. Liczba mieszkańców mieście w 2010 roku wynosiła 1022514.